# Lodisio
Lodisio è una località di circa 16 abitanti del comune di Piana Crixia, in provincia di Savona. Fino al 1880 fu comune autonomo.

## Storia
L'attuale insediamento di Lodisio ha origini antiche ed ebbe fino all'epoca napoleonica di fine XVIII secolo una propria autonomia amministrativa rispetto agli abitati di Piana e di Cagna (l'attuale località di San Massimo, già comune fino al 1880).
Assieme ad altri borghi e località dell'odierno territorio pianese, anche Lodisio fu sottoposta dal 967 nella marca Aleramica e dal 1091 quale possedimento di Bonifacio del Vasto. Altri contratti di tipo feudale furono stipulati con la diocesi di Savona e nelle dirette mani del vescovo savonese che, nel caso specifico del costituito "principato di Lodisio", ne fu investito pure del titolo di principe. Il territorio passò quindi ai marchesi Del Carretto (XIII secolo), al Marchesato di Saluzzo (XIV secolo), agli Scarampi di Asti e nel 1419 ceduto al Marchesato del Monferrato.
Il territorio di Piana Crixia e Cagna passarono al Ducato di Savoia nel 1708; il principato di Lodisio venne inglobato nel Regno di Sardegna a partire dal 1784.
Con la dominazione napoleonica di fine Settecento il territorio di Lodisio rientrò, dal 1801, nel dipartimento dello Stura. Annesso dal 1802 alla Repubblica Ligure la comunità passò, nel 1805 con il Primo Impero francese, dal circondario di Ceva al Dipartimento di Montenotte.
Inglobato nel 1815 nel Regno di Sardegna, così come stabilì il Congresso di Vienna del 1814, Lodisio fu inserita nella provincia di Acqui, nel mandamento di Dego. Con il passaggio al Regno d'Italia, dal 1859 il territorio fu compreso nel VII mandamento di Dego del circondario di Savona facente parte della provincia di Genova.
Nel 1880 il comune di Lodisio venne definitivamente soppresso e inglobato al territorio comunale di Santa Giulia, all'epoca in provincia di Genova; nel 1929 con la soppressione dello stesso ente e, smembrato l'ex territorio comunale, la località di Lodisio fu inglobata nel comune di Piana Crixia in provincia di Savona.

## Monumenti e luoghi d'interesse

### Architetture religiose
- Chiesa di San Colombano. L'attuale chiesa è risalente al 1806[2], ma certamente la comunità parrocchiale ebbe origini antiche e citata in alcuni scritti storici[2]. In origine la sua parrocchia era condivisa con quella di San Massimo e solamente nel 1823[2] ebbe propria autonomia, poi succursale dell'unica realtà religiosa di Piana Crixia, nella diocesi di Acqui.